# Wspólnotowy Urząd Ochrony Odmian Roślin
Wspólnotowy Urząd Ochrony Odmian Roślin (ang. Community Plant Variety Office, CPVO) – agencja Unii Europejskiej, posiadającą osobowość prawną, zarządzającą wspólnotowym systemem ochrony odmian uprawnych roślin jako jedyną i wyłączną formą wspólnotowych praw własności przemysłowej do nowych odmian roślin.
Wspólnotowy Urząd Ochrony Odmian Roślin – CPVO został utworzony 27 kwietnia 1995 r. Od sierpnia 1997 r. CPVO działa w Angers (Francja).
CPVO rozpatruje wnioski o wspólnotowe prawa do ochrony odmian roślin na podstawie formalnych i technicznych badań zgłaszanej odmiany. Wspólnotowe prawo do ochrony odmiany roślin jest ważne przez 25–30 lat, w zależności od gatunku, i obowiązuje we wszystkich państwach członkowskich UE.
Zarząd nad CPVO sprawują prezes i wiceprezes, których mianuje Rada UE. W skład Urzędu wchodzą trzy działy:
- Dział Techniczny,
- Dział Finansowo-Administracyjny,
- Dział Prawny.

Są one wspierane przez serwisy: informatyczny i kadrowy.
CPVO jest nadzorowany przez Radę Administracyjną, w której zasiada po jednym przedstawicielu każdego państwa członkowskiego i Komisji wraz z zastępcami.